# ディバインハート マキナ 〜敗辱の淫墜戦士〜
『ディバインハート マキナ 〜敗辱の淫墜戦士〜』（ディバインハート マキナ 〜はいじょくのいんついせんし〜）は、2011年5月27日にPortionより発売されたアダルトゲーム。二次元ドリームマガジンで連載中の小説作品『ディバインハート マキナ 〜反逆の女神〜』がゲーム化した作品。続編は2012年12月21日に発売された『ディバインハート カレン 〜姦墜洗脳の罠〜』。

## あらすじ
主人公・ 来須麻希奈は、秘密結社『ミレニアム』で改造手術を受けた後、洗脳手術を施されそうになった際、父親の決死の手引きにより組織を抜け出した。
その力を生かし、ジオポリスでスーパーヒロイン"ディバインハート・マキナ"として活動する中、妹であるデモニックギア・アリアこと来須 亜里亜が彼女の前に敵として現れた。

## 登場人物

### メインキャラクター
来須 麻希奈（くるす まきな） / ディバインハート・マキナ
声 - 氷室百合
主人公。半永久機関にして創世の秘宝である『ディバインアーク』でディバインハート・マキナに変身し、レーザーガンなどを武器とする。人体改造による各種感覚の強化のせいで性的な感覚も敏感になっている。
来須 亜里亜（くるす ありあ） / デモニックギア・アリア
声 - 橘みもざ
麻希奈の実妹で、ミレニアムの一員として改造手術を受けた。。『ディバインアーク』の模造品である破滅の秘宝で変身し、デモニックギア・アリアに立ちはだかる。改造により、主である御堂に絶対の忠誠を誓い、そのためならば姉を殺すこともためらわない。

### ミレニアム
レディ・アストレア
声 - 葵時緒
ゲーム版だけのオリジナルキャラクター。ミレニアム日本支部の女幹部。
御堂（みどう）
原作小説は鳴海（なるみ）という名前。ミレニアムの日本支部長。冷酷にして非道な性格を持つ男性。
怪人
ミレニアムの作りだした改造人間たち。原作小説ではスレイブノイドという総称があったが後の作品では単に怪人と呼ばれており個々の名称も変更されている。

### その他
磯村
麻希奈の同級生。

## 用語
ジオポリス
ミレニアムが統治する海上都市。表向きは安心・安全な暮らしが保証された都市だが、人体実験施設としての機能もある。
秘密結社・ミレニアム
「千年王国」を意味する悪の秘密結社で、その本拠地は大企業のビルとして登録されている。
ミレニアムアカデミー
ミレニアムの運営する学園で、ミレニアムは関係者の中から実験台を選び出している。

## スタッフ
- 企画・監督 - Portion
- 原画 - KAGEMUSYA
- シナリオ - 黒井弘騎、板皮類、柚坂みる

## 関連商品
書籍
- ディバインハート マキナ 〜反逆の女神〜
  - 黒井弘騎 著、KAGEMUSYA 挿絵、2011年6月24日発売、キルタイムコミュニケーション、ISBN   978-4-7992-0083-4

DVD-PG
- ディバインハート マキナ 〜敗辱の淫墜戦士〜 DVDPG
  - 2012年6月7日発売、アイチェリー、AICDV-0321

## ディバインハート マキナ外伝
後に『ディバインハート マキナ外伝 ～フルパック～』としてまとめて発売。
- ディバインハート・マキナ 外伝01〜マキナ学内調教篇〜
- ディバインハート・マキナ 外伝02〜淫蟲放卵記篇〜
- ディバインハート・マキナ 外伝03〜マキナ悪堕篇〜
- ディバインハート・マキナ 外伝04〜女幹部闘辱篇〜
- ディバインハート・マキナ 外伝05〜悪魔の超科学！篇〜
- ディバインハート・マキナ 外伝06〜衝撃の丸呑敗北〜
- ディバインハート・マキナ 外伝07〜大怪人衆進撃！〜
- ディバインハート・マキナ 外伝08〜禁断の純愛触手篇〜

## 続編
- 2012年12月21日 - ディバインハート カレン 〜姦墜洗脳の罠〜
- 2014年10月31日 - クルセイドハート カレン ～呪淫洗脳の罠～
- 2015年10月30日 - ディバインハートSP ～ラストリゾート 秘島の獣欲プリズン～